# 蒲生君平

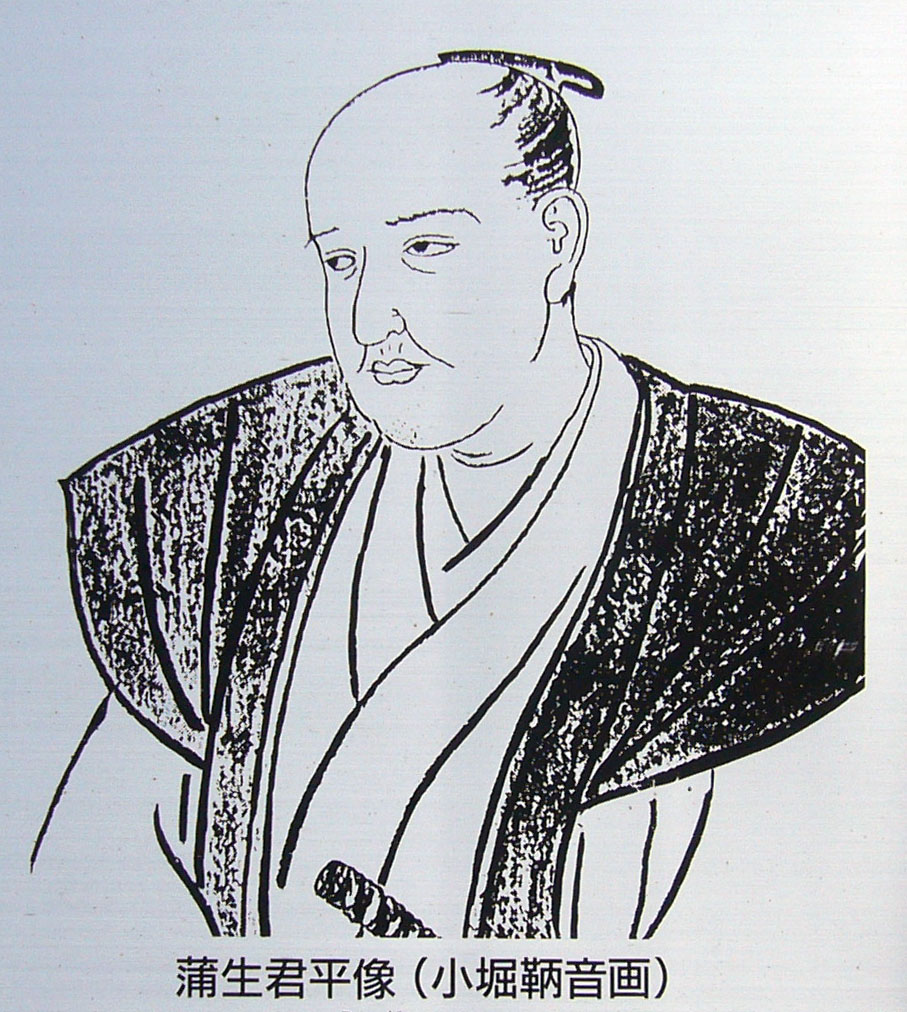
蒲生君平（小堀鞆音画）

蒲生 君平（がもう くんぺい、明和5年〈1768年〉 - 文化10年7月5日〈1813年7月31日〉）は、江戸時代後期の儒学者。天皇陵を踏査して『山陵志』を著した尊王論者、海防論者としても知られる。同時代の仙台藩の林子平や上野国の郷士高山彦九郎と共に、「寛政の三奇人」の一人に数えられる（「奇」は「優れた」という意味）。姓は、天明8年（17歳）に祖先が会津藩主蒲生氏郷であるという家伝（氏郷の子・蒲生帯刀正行が宇都宮から会津に転封の際、福田家の娘を身重のため宇都宮に残し、それから4代目が父の正栄という）に倣い改めた。君平は字で、諱は秀実、通称は伊三郎。号に修静庵。

## 生涯

### 幼年期

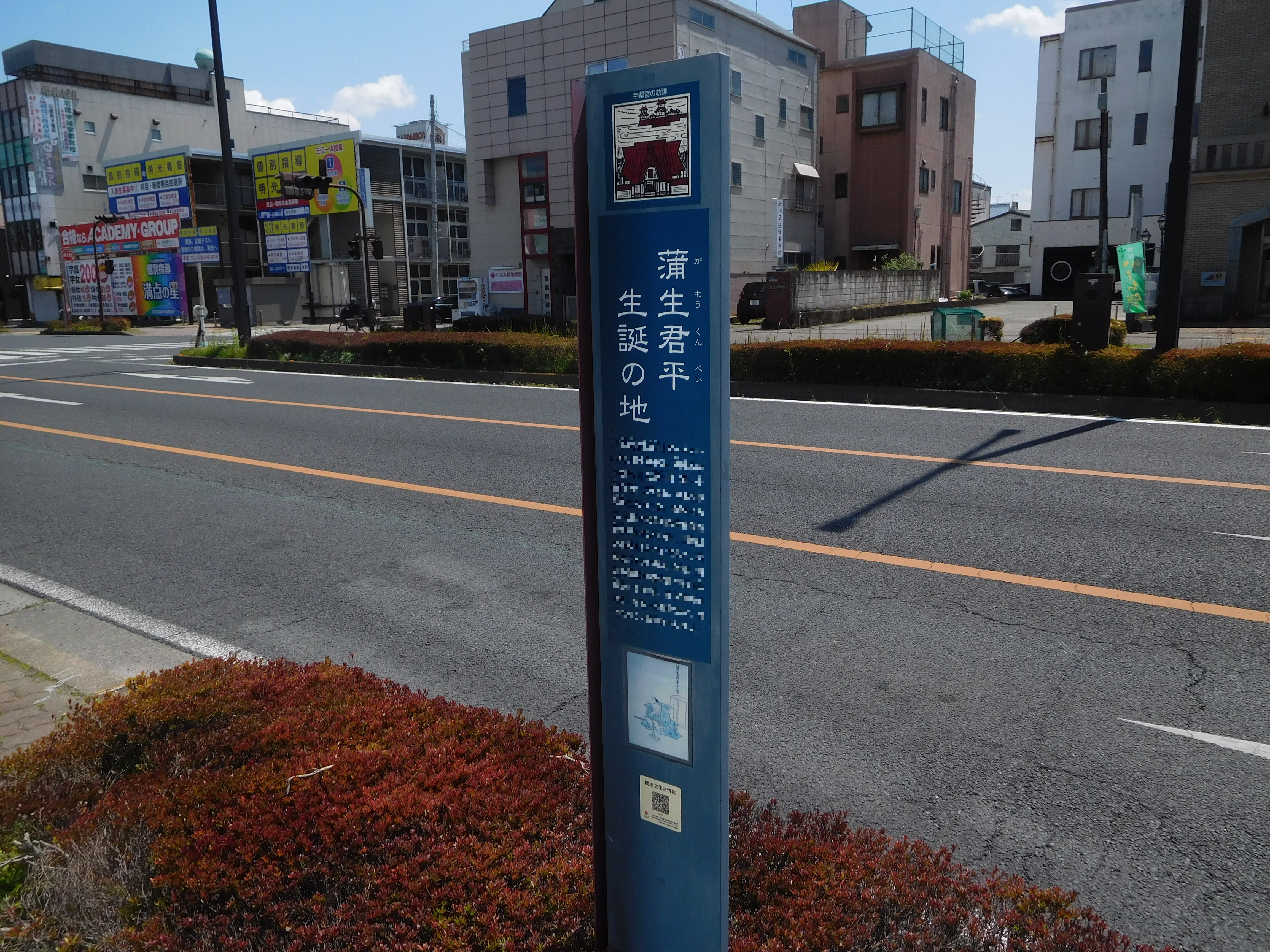
生誕の地

下野国宇都宮新石町（栃木県宇都宮市小幡一丁目）の生まれ。父は町人福田又右衛門正栄で、油屋と農業を営む。祖母から祖先が立派な武士（蒲生氏郷）だと聞かされた時「幼い胸は高鳴り感激で夜も眠れないほどだった、しかし今は町人の子でどうにもならない、学問で身を立て立派な祖先に恥じない人になる決意をした」。6歳の頃から近所の泉町にある延命院で、時の住職・良快和尚の下で読書、習字、四書五経の素読を学び、この折に筆写した蒲生氏の『移封記』が今も伝えられる。君平の読書好きは、近所の火事の明かりの元、屋根に上って読書をしたという逸話にも伝えられる。良快和尚は君平9歳の折に死去するが、その後も延命院で修学したとされる。

### 青年期
天明2年（1782年）14歳の時、鹿沼の儒者鈴木石橋の麗澤舎に入塾した。昌平黌で学んだ石橋は当時29歳であった。君平は、毎日鹿沼まで3里の道を往復し、国史・古典を学んだ。黒川の氾濫で橋が流されても素裸になって渡河し、そのまま着物と下駄を頭の上に乗せて褌ひとつで鹿沼宿の中を塾まで歩き、「狂人」と笑われるなど生来の奇行ぶりを発揮したが、師・石橋は君平の人柄をこよなく愛した。塾では『太平記』を愛読し、楠木正成や新田義貞らの後醍醐天皇への忠勤に感化され、勤皇思想に傾斜した。天明5年（1785年）頃、石橋の紹介で黒羽藩士の鈴木為蝶軒に為政を学んだ。
君平はしばしば水戸に往来し、立原翠軒の仲介で水戸藩の藤田幽谷と交わり、生涯にわたって互いに影響しあう関係にあった。水戸ではほかに木村謙次、高橋坦室らと交流した。寛政元年（1789年）、江戸に上り山本北山に入門し、太田錦城、清水赤城らと交わった。寛政2年（1790年）、23歳の時、高山彦九郎を慕ってその後を追い、陸奥を旅し、帰路、当時53歳の林子平を仙台城下に訪ねた。その際、子平は君平の名を知っていたが、君平のあまりに粗末な身なりを見て、銭でも乞いに来たのかと思い「落ちぶれ儒者、その無様さは何だ」と言って笑った。そこで君平は憤然とし、「この山師じじいめ礼儀も知らず尊大ぶるな」と怒鳴って引き返したという、寛政の奇人同士の出会いとして有名な逸話がある。また錦城と交流のあった松川岐山を慕って足利学校を訪ねたが、岐山は既に死去しており会うことはできなかった。

### 海防調査と天皇陵調査の旅
寛政4年（1792年）、『今書』2巻を著して時弊を論じた。ロシア軍艦の出現を聞き、寛政7年（1795年）には北辺防備の薄さを憂えて再び陸奥への旅に出た。道中北辺防備を憂える亀掛川子貫（岐山と同郷）、大原呑響、藤塚知明らと対面した。帰路、会津で先祖蒲生氏郷・蒲生帯刀の墓に額づいている。
寛政8年（1796年）、『山陵志』論述のために京都に赴いた。この時は茨城柳子軒という書店を拠点に御陵調査を行い、水戸へ戻って徳川光圀の『大日本史』にかけていた「志」（特殊な分野の変遷）の1篇として『山陵志』の原稿に取り組んだ。寛政11年（1799年）11月28日、再び上京して歌人小沢蘆庵の邸に滞在して、天皇陵（古墳）を研究する。父・正栄の喪が明けた32歳の時、河内、大和、和泉、摂津にある歴代天皇陵を全て実際に踏査した。帰途、伊勢松坂の本居宣長を訪れ、大いに激励を受け、佐渡島の順徳天皇陵を拝した。宣長は君平を「雅人」と評した。この調査の旅において、友人である僧・良寿の遺骨を携えて天橋立に行き、日本海に散骨したという話は有名である。寛政12年5月24日、下野に帰った。この時、師の鈴木石橋に挨拶に行ったが、身なりは粗末で疲労困憊していたという。

### 著述と晩年

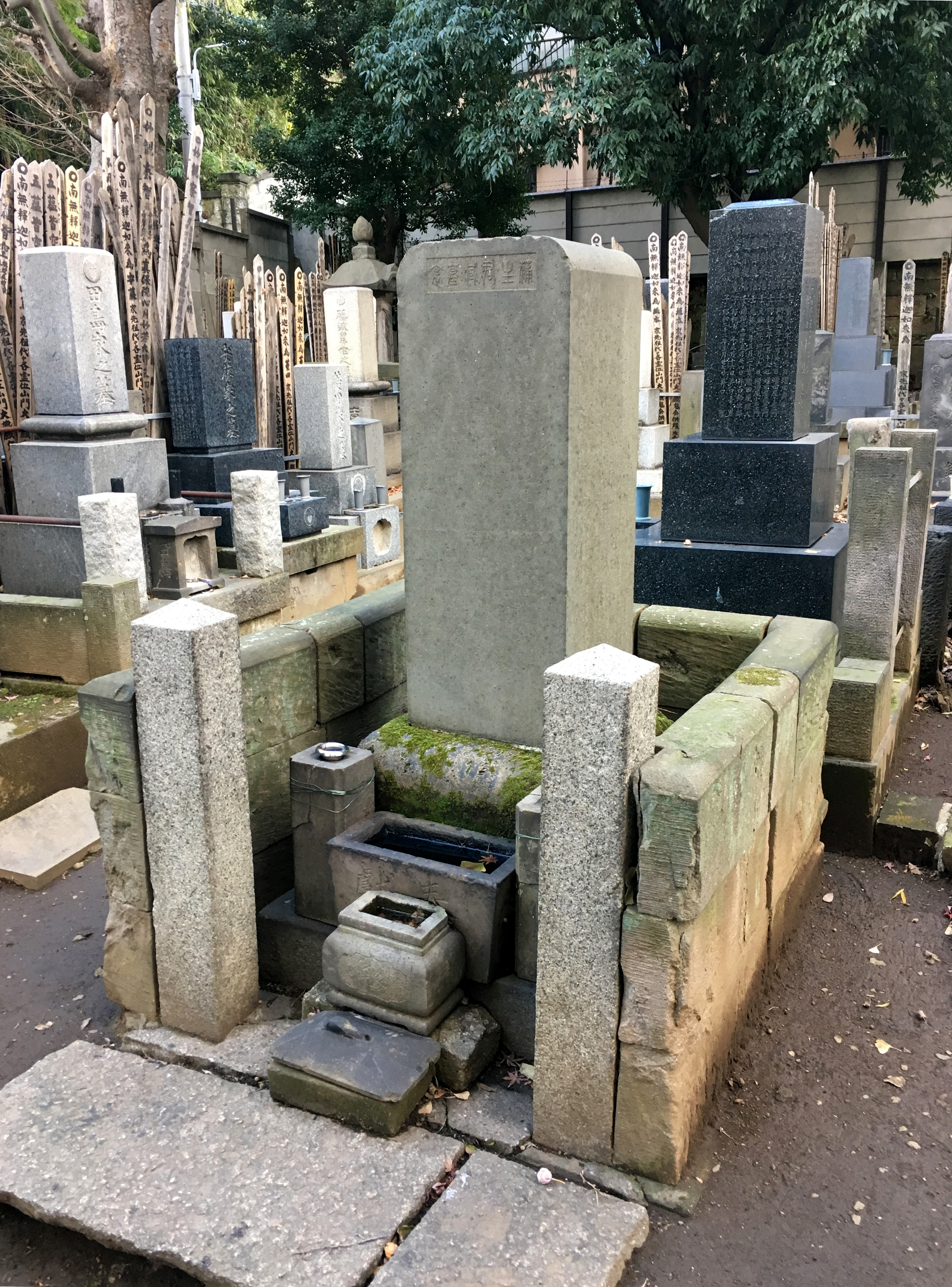
臨江寺にある蒲生君平の墓

調査の旅から帰郷した後は、享和元年（1801年）に江戸駒込の吉祥寺付近に修静庵という塾を構えて何人かの弟子を講義し、貧困と戦いながら、享和元年（1801年）に『山陵志』を完成させた。その中で古墳の形状を「前方後円」と表記し、そこから現在も用いられる前方後円墳の用語が生まれた。ついで、『職官志』の編纂に着手した。
文化4年（1807年）、北辺防備を唱えた『不恤緯（）』を著して幕閣に献上したが、幕府の警戒するところとなり喚問を受けて閑居させられる。同年、母の病の報を聞き、宇都宮へ帰って看病しつつ、『職官志』の執筆を進めた。
文化5年（1808年）1月に江戸へ戻り『山陵志』を刊行、光格天皇が天覧するに至るが、町奉行の取り調べに遭った。これを不服として『憤記』を執筆したところ、再度取り調べを受け、林述斎の弁明で事なきを得た。文化7年（1810年）、居を神田石町の鐘撞新道に移し、同年、師・鈴木石橋の資金援助を受け『職官志』を一部刊行した。江戸では、大学頭・林述斎に文教振興を建議している。構想していた九志（神祇志・山稜志・姓族志・職官志・服章志・礼儀志・民志・刑志・兵志）のうち出版できたのは『山陵志』『職官志』だけであり、それも借財を背負ってのことである。『職官志』を通して平田篤胤との親交が始まった。
文化10年（1813年）6月、病に伏し、赤痢を併発して46歳で病没。死に臨み、「俺を思うならば、俺の意志を読み、俺の生事の労を想え。霊は形をもってせず、義をもって憑（よ）るぞ」、「義とは何ぞや、俺の志を観れば見ることができる」という言葉を残した。現在の東京都台東区の臨江寺に葬られた。

## 没後

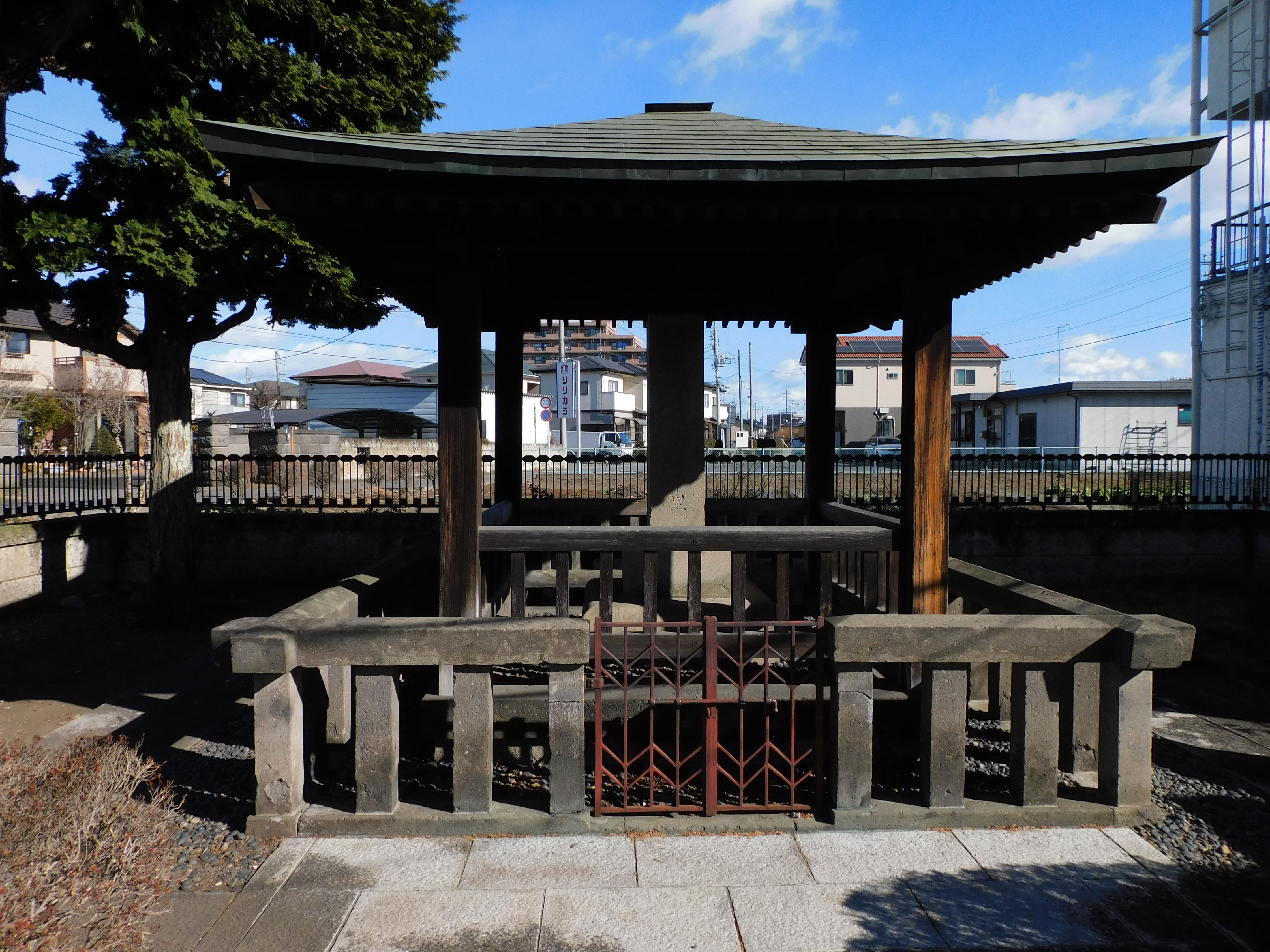
蒲生君平勅旌碑

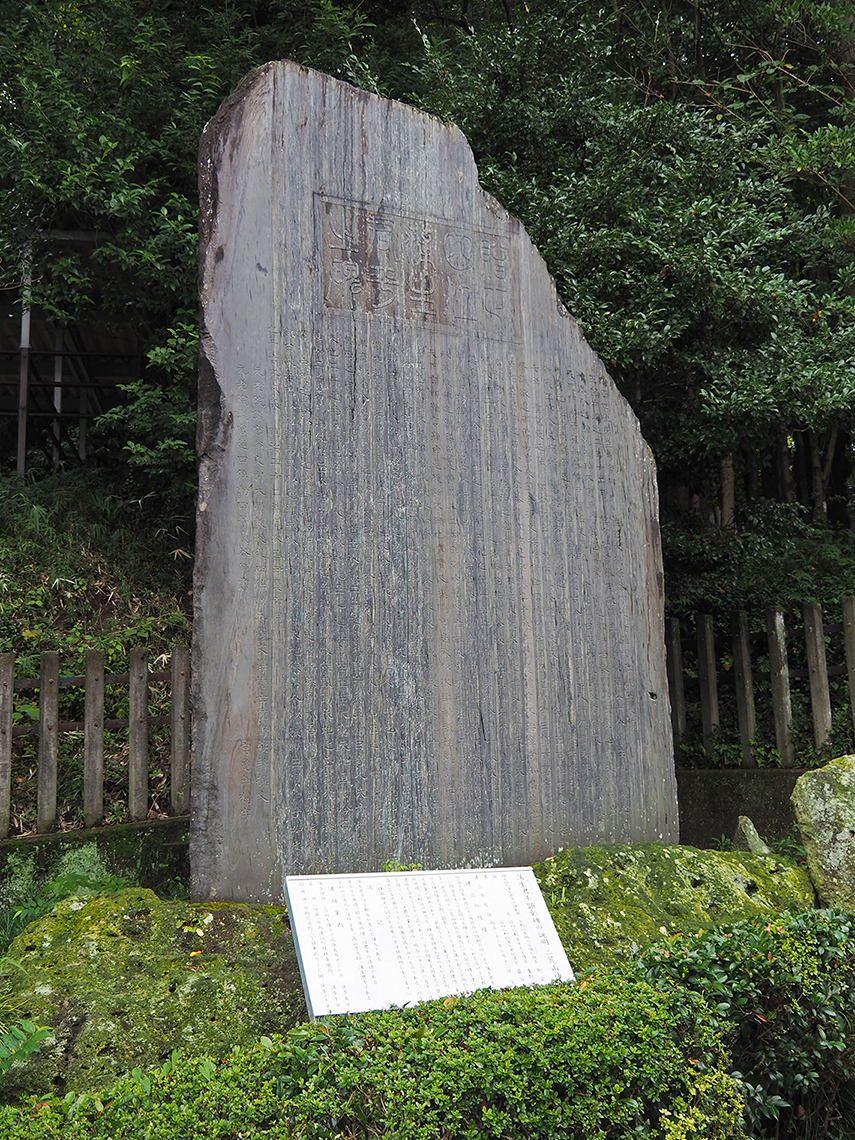
蒲生君平顕彰碑

『職官志』は生前、第1巻しか出版できなかったが、日光・実教院の海成僧都の援助により、文化13年（1816年）に完結した。また『不恤緯』が安政5年（1858年）に松下村塾から、『今書』が文久3年（1863年）に出版された。
明治2年（1869年）12月、君平はその功績を賞され、明治天皇の勅命の下で宇都宮藩知事戸田忠友により勅旌碑（ちょくせいひ）が建てられた（宇都宮市花房3丁目と東京谷中臨江寺）。さらに明治14年（1881年）5月には正四位が贈位され、これを受けて明治22年(1889年)6月、宇都宮二荒山神社境内に「蒲生君平顕彰碑」が建立された。宇都宮市では蒲生神社（1925年創建）に祭神として祀られているほか、生家跡を示す碑が建てられている。また『蒲生君平全集』（東京出版社）が1911年に出版されている。『大日本史』を完成させた栗田寛は、14 - 15歳頃に君平の遺稿を読んで発奮したと『蒲生君蔵事蹟考』に記した。

## 人物・交友関係
蒲生君平は、しばしば単純な皇室至上主義者と見られがちであるが、必ずしもそうではない。享和元年（1801年）の『山陵志』も文化7年（1810年）一部刊行の『職官志』も対外的危機が迫るなか、危機に対処可能な国家と国家機構のあり方を模索した営みであった。かれは、彰考館総裁立原翠軒や盟友藤田幽谷から影響を受け、水戸藩に代わって制度史を編纂しようとしたのである。また、主著『新論』で知られる会沢正志齋とも生涯にわたって交遊があり、会沢は君平歿後には遺稿集の編纂や君平著作の出版などにも関係していた。
平田篤胤は君平の友であり、水戸学の藤田幽谷とは互いに多大な影響を与え合う関係にあった。人を褒めたことがないと言われた篤胤は「兵の道をも習い究め、心たけき壮士であった」と人となりを褒めたたえている。江戸では、曲亭馬琴の知遇を得て、馬琴は君平の死に際し『蒲の花かつみ』を書き記した。

## 著作
- 『職官志 7巻 （1）』。doi:10.11501/2562924。NDLJP:2562924。
- 『職官志 7巻 （2）』。doi:10.11501/2562925。NDLJP:2562925。
- 『職官志 7巻 （3）』。doi:10.11501/2562926。NDLJP:2562926。
- 『職官志 7巻 （4）』。doi:10.11501/2562927。NDLJP:2562927。
- 『山陵志 2巻』。doi:10.11501/2538879。NDLJP:2538879。
- 『山陵志』古典刊行会、1979年。doi:10.11501/12207417。NDLJP:12207417。
- 安藤英男 解題・訳 編『山陵志』りくえつ、1979年。doi:10.11501/12210218。NDLJP:12210218/3。
- 『蒲生家系図』。doi:10.11501/2541711。NDLJP:2541711。
- 県信緝 編『蒲生君平遺稿 上』佐藤静雄、1879年。doi:10.11501/893485。NDLJP:893485。
- 県信緝 編『蒲生君平遺稿 中』佐藤静雄、1879年。doi:10.11501/893486。NDLJP:893486。
- 県信緝 編『蒲生君平遺稿 下』佐藤静雄、1879年。doi:10.11501/893487。NDLJP:893487。